# Lussac-les-Églises
Lussac-les-Églises is een gemeente in het Franse departement Haute-Vienne (regio Nouvelle-Aquitaine) en telt 506 inwoners (2005). De plaats maakt deel uit van het arrondissement Bellac.

## Geografie
De oppervlakte van Lussac-les-Églises bedraagt 41,1 km², de bevolkingsdichtheid is 12,3 inwoners per km².
De onderstaande kaart toont de ligging van Lussac-les-Églises met de belangrijkste infrastructuur en aangrenzende gemeenten.

## Demografie
Onderstaande figuur toont het verloop van het inwonertal (bron: INSEE-tellingen).